# Kaplica ewangelicka w Gumnach
Kaplica ewangelicka w Gumnach – kaplica ewangelicko-augsburska w Gumnach, w województwie śląskim, w Polsce.

## Historia
Szkoła ewangelicka w Gumnach powstała w 1863 r. i służyła luteranom mieszkającym we wsiach Gumna, Ogrodzona i Zamarski do 1901 r., kiedy to została ona przekształcona w szkołę publiczną, działającą do czasu wybudowania nowego obiektu szkolnego w Krasnej w 1956 r. Dotychczasowa siedziba szkoły w Gumnach została zwrócona parafii ewangelicko-augsburskiej w Cieszynie. Od tego roku dawna szkoła zaczęła służyć jako miejsce odbywania się godzin biblijnych, szkółek niedzielnych i spotkań młodzieżowych. Korzystano jedynie z jednej połowy obiektu, ponieważ druga zamieszkana była przez dawnego kierownika szkoły.
Salę przebudowano na kaplicę w latach 1980-1981. Przeprowadzono wtedy remont, podczas którego wymieniono instalacje, położono nową podłogę oraz wstawiono ołtarz i ambonę.
Kolejny, generalny remont, odbył się w 1996 r. Odzyskano wtedy drugą połowę szkoły, a także zaplecze gospodarcze. Dawne pokoje mieszkalne przekształcono na jedną, dużą salę. Wyremontowano kuchnię i łazienkę, utworzono też salkę dla dzieci. Budynek kaplicy przyłączony został do sieci wodno-kanalizacyjnej oraz zamontowano ogrzewanie centralne, odnowiono tynk i ogrodzenie.
Poświęcenie kaplicy po remoncie miało miejsce 27 września 1998 r. podczas nabożeństwa z okazji Dziękczynnego Święta Żniw przez ks. Jana Melcera.
W 2001 r. zamontowano nagłośnienie oraz tablicę wyświetlającą numery pieśni.
Kaplica należy do parafii ewangelicko-augsburskiej w Cieszynie, nabożeństwa odbywają się w każdą niedzielę i w święta.